# Paul Wolfgang Merkel

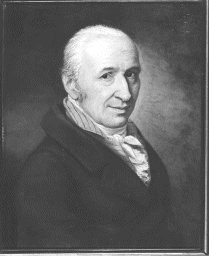
Paul Wolfgang Merkel

Paul Wolfgang Merkel (* 1. April 1756 in Nürnberg; † 16. Januar 1820 ebenda) war Kaufmann und Marktvorsteher sowie der erste Abgeordnete der Stadt Nürnberg in der Zweiten Kammer des Bayerischen Landtags 1819.
Paul Wolfgang Merkel zählt zu den bedeutendsten Persönlichkeiten Nürnbergs um 1800: Als Kaufmann handelte er mit großem Erfolg, als Politiker setzte er Reformen durch, im Bayerischen Landtag stritt er für den wirtschaftlichen Wiederaufstieg Nürnbergs, als Sammler rettete er zahlreiche Nürnberger Kunstwerke. P. W. Merkel ist eine Schlüsselfigur des Umbruchs um 1800 und des Übergangs Nürnbergs in das Königreich Bayern. Er war Mitglied der Nürnberger Freimaurerloge Zu den drei Pfeilen.
Merkel war nicht nur der Herr eines beachtlichen Handelsunternehmens europäischer Ausrichtung; er war auch Sammler und Kunstmäzen, Hegel-Freund und Jean-Paul-Bekannter. Aus seinem reichen wirtschaftlichen und kulturellen Schaffen hinterließ er eine bedeutende Sammlung, die sich heute weitgehend im Fundus des Germanischen Nationalmuseums Nürnberg befindet. Diese Sammlung bildete den Grundstock für die Paul Wolfgang Merkel’sche Familienstiftung. Die Leitung der Stiftung obliegt dem Familienrat.
Eine weitere bedeutende Hinterlassenschaft ist eine große Familie mit 13 Kindern und über 1736 Nachkommen in der 9. Generation (Stand April 2005). Einer seiner Schwiegersöhne ist Friedrich von Roth.
Anlässlich des 250. Geburtstagsjubiläums am 1. April 2006 widmete die Stadt Nürnberg mit Unterstützung des Stadtarchivs und der Paul Wolfgang Merkel’schen Familienstiftung dem verdienten Bürger eine Ausstellung unter dem Namen Paul Wolfgang Merkel – Kaufmann.Reformer.Patriot. im Stadtmuseum Fembohaus.

## Veröffentlichung
- Tagebücher. Herausgegeben von Michael Diefenbacher, Alice Olaru und Georg Seiderer (Schriftenreihe: Quellen und Forschungen zur Geschichte und Kultur der Stadt Nürnberg), Nürnberg 2022, ISBN 978-3-925002-40-3.